# Marija Kutjina
Marija Aleksandrovna Kutjina indtil 2017 med familienavnet Lasitskene  (russisk: Мария Александровна Кучина (tidl.) Ласицкене) ; født 14. januar 1993 i Prokhladnyj, Kabardino-Balkarien, Rusland) er en russisk atlet, der har specialiseret sig i højdespring.
Kutjina vandt sin første internationale medalje ved Ungdoms-VM 2009, hvor hun satte en personlig rekord på 1,85 og blev sølvmedaljør efter Italiens Alessia Trost. Samme år var også sølvmedaljør European Youth Olympic Festival og Gymnasiaden. Ved de Ungdomsolympiske lege 2010, vandt Kutjina en guld medalje i pigernes højdespring med et spring på 1,86, foran Alessia Trost.
Kutjina startede sin 2011-sæson med at vinde over Jelena Slesarenko, som hun besejrede med en indendørs-PR på 1,90 . Senere samme vinter sprang hun i Trinec den 26. januar 1,97, hvilket var en forbedring af junior verdensrekorden, som Desislava Aleksandrova havde holdt siden 1994.